# Peribaea hyalinata
Peribaea hyalinata là một loài ruồi trong họ Tachinidae.